# Ingo Schwichtenberg
Ingo Schwichtenberg (18 mai 1965 - 8 mars 1995) est l'un des membres fondateurs du groupe allemand de power metal Helloween. Il est resté célèbre pour son jeu de batterie énergique.

## Helloween
Avec Kai Hansen au chant et à la guitare, Michael Weikath à la guitare et Markus Grosskopf à la basse, Ingo est un des membres du line-up original d'Helloween.
Les autres membres du groupe lui avaient donné le surnom de « Mister Smile » (M. Sourire), parce qu'il était rare de ne pas voir un sourire sur son visage et Ingo avait toujours un sourire sur les photos studios d'Helloween.
Ingo Schwichtenberg est renvoyé du groupe en 1993 lors de la tournée qui a suivi la sortie de l'album Chameleon. La raison invoquée est sa dépendance à l'alcool et aux drogues (plus particulièrement la cocaïne et le haschich). Ingo souffrait également de schizophrénie, et son refus de prendre ses médicaments générait des scènes gênantes comme le jour où il eut des sanglots incontrôlables qui l'empêchèrent de monter sur scène. Ingo était apparemment peu satisfait de la direction musicale prise par le groupe, en particulier sur la chanson Windmill de l'album Chameleon. D'après Michael Weikath, il l'avait renommée Shitmill.
Après son remplacement dans le groupe par Uli Kusch, Ingo s'enfonça davantage dans sa schizophrénie et se suicida le 8 mars 1995 en se jetant sous une rame de métro.

## Hommages
Son ami Kai Hansen lui a dédié la chanson Afterlife sur l'album Land of the Free de Gamma Ray. De la même manière, Michael Kiske lui rend hommage dans la chanson Always, de son premier album solo Instant Clarity. L'album The Time of the Oath de Helloween paru en 1996 est dédié à sa mémoire.

## Discographie
Avec Helloween
- Helloween (1985)
- Walls of Jericho (1985)
- Keeper of the Seven Keys Part 1 (1987)
- Keeper of the Seven Keys Part 2 (1988)
- Pink Bubbles Go Ape (1991)
- Chameleon (1993)

Avec Doc Eisenhauer
- Alles Im Lack (1992) - Chanson Pharao